# Astragalus taldycensis
Astragalus taldycensis là một loài thực vật có hoa trong họ Đậu. Loài này được Franch. miêu tả khoa học đầu tiên năm 1896.